# 波斯茨 (加利福尼亞州)
波斯茨（英語：Posts）是位於美國加利福尼亞州蒙特雷縣的一個非建制地區。該地的面積和人口皆未知。

## 地理
波斯茨的座標為36°13′42″N 121°45′52″W / 36.22833°N 121.76444°W，而該地的平均海拔高度為288米（即945英尺）。